# 127933 Shaunoborn
127933 Shaunoborn è un asteroide della fascia principale. Scoperto nel 2003, presenta un'orbita caratterizzata da un semiasse maggiore pari a 2,2460997 UA e da un'eccentricità di 0,1292362, inclinata di 2,87856° rispetto all'eclittica.